# 圖爾蓋州 (俄羅斯帝國)
圖爾蓋州（Тургайская область，Turgajskaja oblast）是俄羅斯帝國在今日哈薩克斯坦中西部設立的一個州，1868年10月21日設立，屬草原總督區。另有小部份土地目前屬俄羅斯所轄。
面積456,185平方公里，1897年人口為453,416人。首府庫斯塔奈。下分四縣。